# Петар Александров
Петар Александров Александров (буг. Петър Александров Александров; Карлово, 7. децембар 1962) је бугарски фудбалски тренер и бивши фудбалер. Играо је на позицији нападача.

## Успеси
Славија Софија
- Балкански куп (2) : 1986, 1988.[3]

Арау
- Суперлига Швајцарске (1) : 1992/93.„”[4]

 Левски Софија
- Прва лига Бугарске (1) : 1993/94.[5]
- Куп Бугарске (1) : 1993/94.[5];

 Луцерн
- Куп Швајцарске: (финале: 1996/97)[6]

Појединачни
- Најбољи стрелац Суперлиге Швајцарске: 1994/95,[7] 1995/96.[8]
- Најбољи страни фудбалер у Швајцарској: 1994/95.[9]